# کرماجان
کرماجان، روستایی از توابع بخش مرکزی شهرستان کنگاور در استان کرمانشاه ایران است با قدمت بسیار بالا این روستا از منابع طبیعی بسیاری غنی و شغل اغلب مردم ان کشاورز است بیشینه اصلی این نام روستا باز میگردد ب زمان خوانین روستا اولین حاکمان (خان ها)در این روستا از طایفه کرماجانی (ب معنای نام روستا ) بودند اولین  خان اصلی و وارث  این روستا فردی ب نام جانی بیگ بوده ک اطلاعات زیادی از ان در دسترس نیست و فرزندان و نوادگان او نیز  مهاجرت کرده اند اطلاعاتی از این خانواده بزرگ و قدرتمند کرماجان در دسترس نیست اما بعد ها خان هایی دیگر هم امدند ک ب دلیل نزدیکتر بودن تاریخ روستا اسم و اطلاعات ان ها نزد بومیان روستا در دسترس است. مردم این روستا لک هستند.

## جمعیت
این روستا در دهستان کرماجان قرار دارد و براساس سرشماری مرکز آمار ایران در سال ۱۳۸۵، جمعیت آن ۶۶۳ نفر (۱۶۱خانوار) بوده‌است.